# Ornament wstęgowy

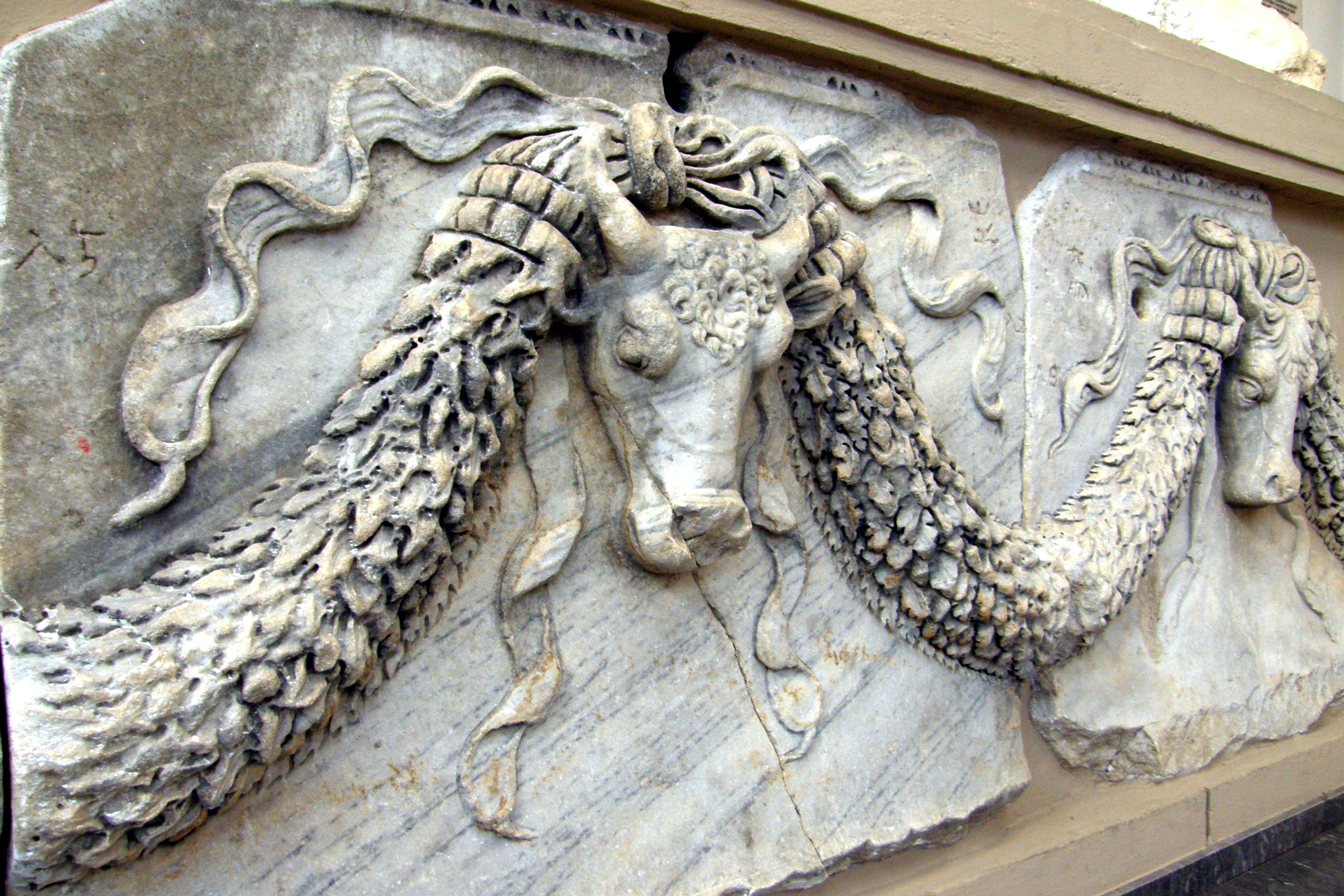
Fryz z bukranionami i wstęgami

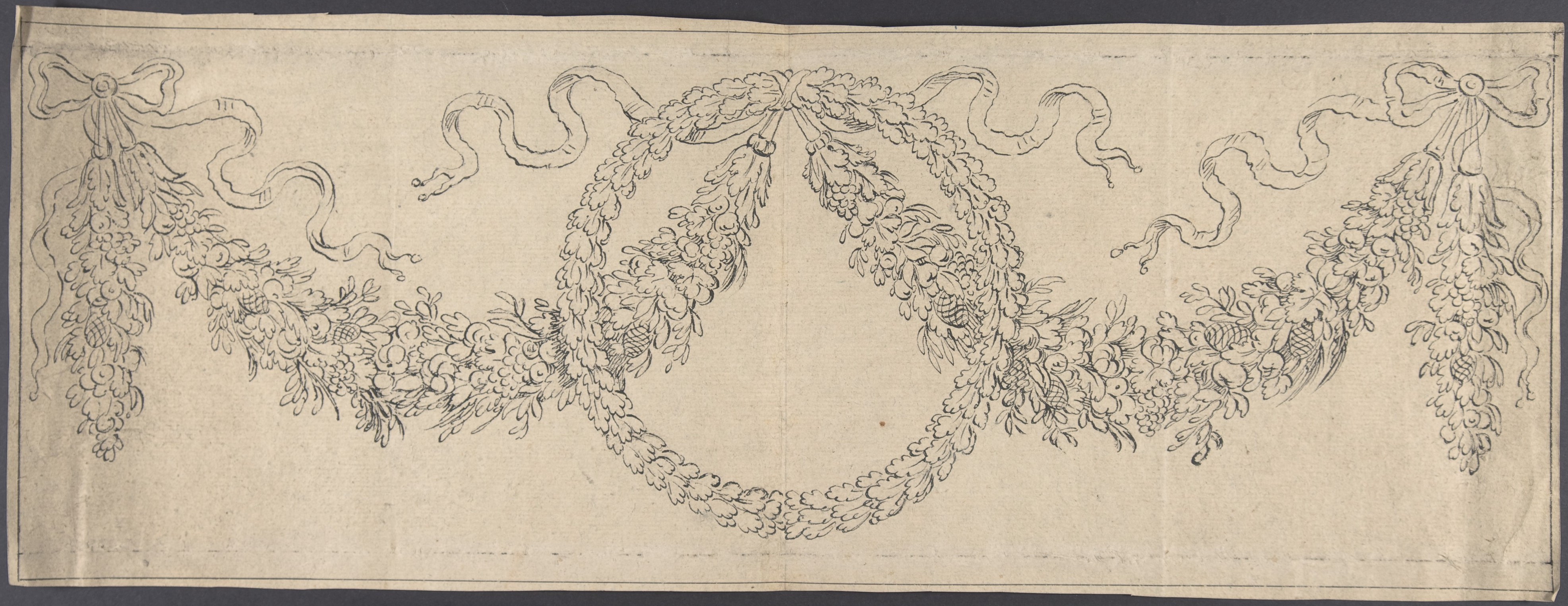
Rysunek fryzu z wieńcami i festonami, XVIII w., Metropolitan Museum of Art

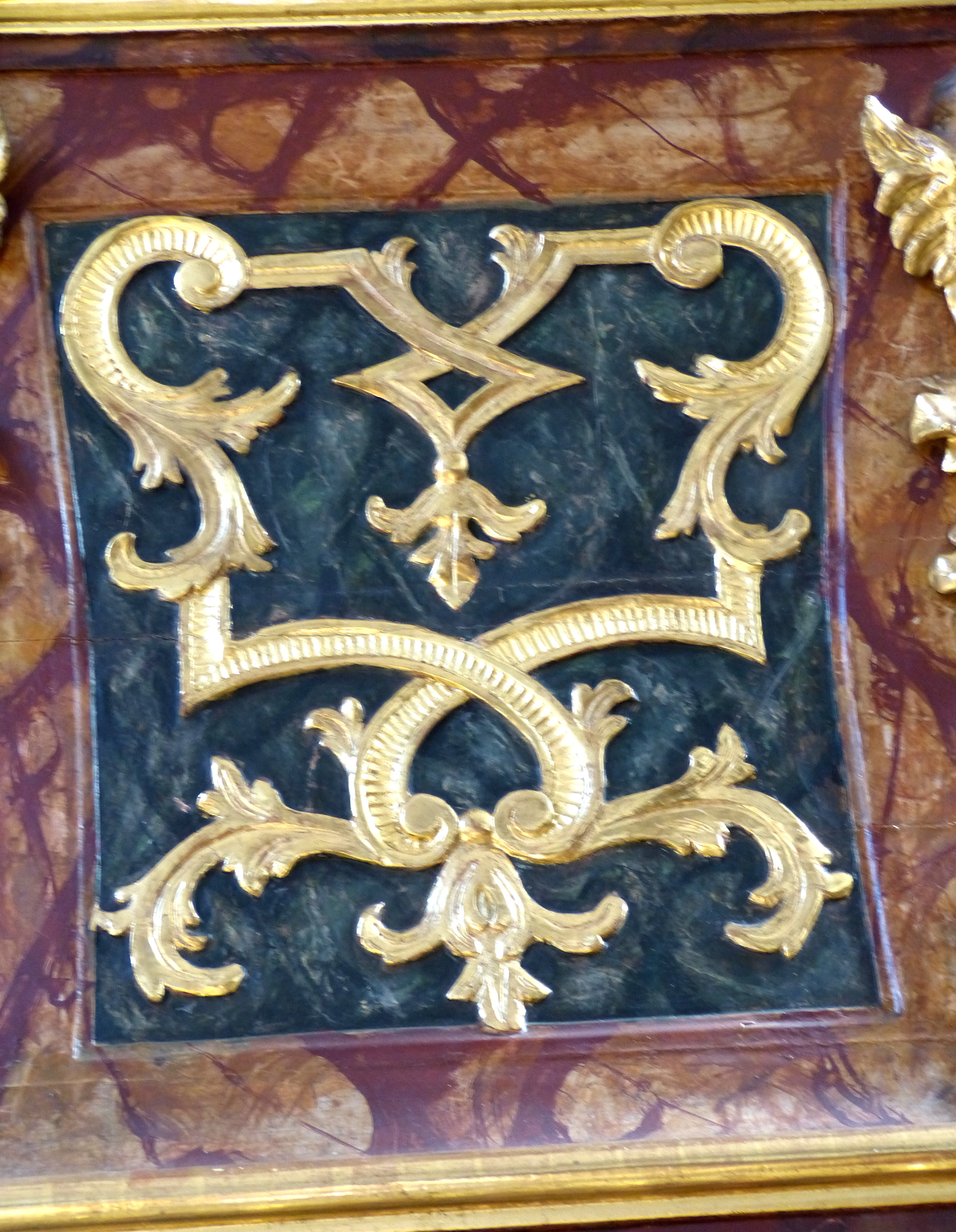
ornament wstęgowy

Ornament wstęgowy - późnobarokowy ornament oparty na motywach wstęgi, początkowo występujący samodzielnie, później (1. poł. XVIII wieku) jako część ornamentu regencyjnego. Ukształtowany w oparciu  o wcześniejsze wzory i spopularyzowany we Francji ok. 1690 na dworze Ludwika XIV. Szeroko stosowany w Europie w latach 1700-1730. Stosowany przede wszystkim w dekoracji architektonicznej (rzeźbiarskiej, stiukowej, malowanej), również w złotnictwie i snycerstwie

## Fazy rozwoju
Motyw wstęgi pofalowanej lub zawiązanej w kokardę był popularny już w starożytności. W Grecji (okres hellenistyczny) oraz Rzymie (okres cesarstwa) występował jako element dekorujący architekturę, najczęściej w połączeniu z wieńcami, festonami czy bukranionami. W gotyckim malarstwie wstęga pojawiała się  jako banderola, na której umieszczane były napisy wyjaśniające treść przedstawień. Ukształtowana w końcu XVII wieku jako ornament wstęgowy początkowo łączona była z liśćmi akantu. W fazie późniejszej (od ok. 1700) dominowała nad ornamentami roślinnymi, przy czym kompozycje z jej udziałem stawały się coraz bardziej skomplikowane. W fazie dojrzałej (po 1710) ornament wstęgowy nabiera charakteru "metalowej taśmy", staje się bardziej zgeometryzowany, cieńszy, często łamany pod kątem prostym. Z tych form ukształtował się w toku dalszego rozwoju ornament wstęgowo-cęgowy popularny w okresie regencji. Ornamentowi wstęgowemu zaczęły towarzyszyć wazony, kartusze, muszle, lambrekiny czy kratka regencyjna.